# Cheirostylis parvifolia
Cheirostylis parvifolia är en orkidéart som beskrevs av John Lindley. Cheirostylis parvifolia ingår i släktet Cheirostylis och familjen orkidéer. Inga underarter finns listade i Catalogue of Life.